# 캐롤린 스토테스베리
캐롤린 스토테스베리(Carolyn Stotesbery)는 미국의 배우이다.

## 영화
- 그레이 레이디 (2017년)
- 애드버킷 (2013년)
- 트레져 오브 더 블랙 재규어 (2010년) - 가브리엘라 역

## TV
- 에이전트 X (2015년) - 파멜라 리차드슨 역